# Gerd Hartmann

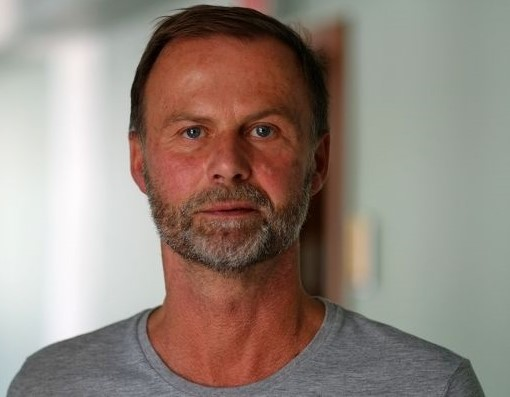
Gerd Hartmann (2016)

Gerd Hartmann (* 1957 in München) ist ein deutscher Theaterregisseur, Autor und Performer. Er lebt in Berlin.

## Leben und Wirken
Gerd Hartmann studierte Germanistik und Theaterwissenschaft an der Ludwig-Maximilians-Universität München, schloss das Studium jedoch nicht ab, weil er sich der praktischen Theaterarbeit zuwandte. Seine Theaterausbildung erhielt er im und durch Mitglieder des Grotowski Teatr-Laboratoriums, Wroclaw und Assistenzen bei George Tabori. Seit den 1980ern arbeitete er als Regisseur und Performer in der Freien Szene und war Mitgründer des Gaukelstuhl Theaterkollektivs (München/Berlin) und Kargo Berlin. 1993 machte er mit Da hat der Topf ein Loch seine erste Regiearbeit für das inklusive Theater Thikwa. Die Zusammenarbeit mit Künstlern mit kognitiver Behinderung beeindruckten ihn so nachhaltig, dass sich sein Arbeitsschwerpunkt im folgenden Jahrzehnt immer stärker in Richtung inklusives Theater verlagerte. Parallel dazu arbeitete er auch weiterhin in anderen Zusammenhängen. 1994 inszenierte er im Goethe-Institut Santiago de Chile eine spanischsprachige Version von Oliver Bukowskis Stück Inszenierung eines Kusses. Von 1995 bis 2001 schrieb und inszenierte er mehrere Produktionen für das Theater bodi end sole, Hallein, Österreich. 2006 erarbeitete er in dem chilenischen Dorf Puyuhuapi das Community-Theaterprojekt Memorias de la lluvia. Als Dozent war er an der Universidad Catolica in Santiago de Chile und der Escuela Municipal de Arte Dramatico in Buenos Aires tätig. Für Theater Thikwa entwickelte und inszenierte er in den letzten Jahrzehnten rund 25 Performances (Stand 2024). Von 2012 bis Mai 2023 war er (gemeinsam mit Nicole Hummel) künstlerischer Leiter des Theaters.
Ein besonderer Arbeitsschwerpunkt lag ab 2001 in Russland. Gemeinsam mit Andrej Afonin, Regisseur und Leiter des inklusiven Theaterstudios Kroog 2 Moskau, gab Hartmann mit zahlreichen Workshops, Vorträgen und Gastspielen entscheidende Impulse zur Entwicklung der inklusiven Theaterszene in Russland. Sein mit Kroog 2 inszeniertes Theaterstück Отдаленная близость (Entfernte Nähe) wurde als erste inklusive Produktion überhaupt in das Repertoire eines staatlichen Theaters aufgenommen und wurde 2014 als beste experimentelle Produktion des Jahres mit der Goldenen Maske, dem wichtigsten russischen Theaterpreis, ausgezeichnet. Als Folgeprojekt wurde 2016 die Thikwa/Kroog 2-Koproduktion „BioFiction“ realisiert. Mehrere Tourneen mit verschiedenen Performances folgten, bis die Zusammenarbeit durch den Ausbruch des Ukraine-Krieges 2022 abrupt endete.
Gelegentlich tritt Hartmann auch als Performer auf. Von 2010 bis 2012 spielte er in dem dreiteiligen deutsch-japanischen Langzeitprojekt The Thikwa plus Junkan Project des japanischen Choreografen Osamu Jareo, das in Berlin, Kyoto, Kobe und Shiga aufgeführt und 2012 zum Kyoto Experiment Festival eingeladen wurde. 2017/20 spielte er in Schweigen Impossible (Regie: Martina Couturier). In seiner eigenen Inszenierung So why – Suchen nach Siegfried hatte er 2022 einen Cameo-Auftritt.
In den 1990er Jahren schrieb Hartmann mehrere Theaterstücke. In den letzten 10 Jahren interessiert ihn die gemeinsame Autorenschaft mit dem Ensemble mehr. Fast alle neueren Stücke entstanden auf dieser Basis. (Siehe Interview im Ausstellungskatalog zu Gewächse der Seele)
Bis Ende der 1990er firmierte er unter seinem Geburtsnamen Gerhard Hartmann.

## Inszenierungen und Stückentwicklungen (Auswahl)
- 1986 Stazione Termini ein Stück mit Texten von Karl Valentin, Theater Gaukelstuhl
- 1987 Amore mortale, Theater Gaukelstuhl
- 1988 Amigo mio, no!, Kargo Berlin
- 1989 Gotzkowski Ecke Turm, mit Texten von Max Goldt, Kargo Berlin
- 1990 Comedia von Samuel Beckett, CDCUB, Santiago de Chile
- 1993 Da hat der Topf ein Loch, Theater Thikwa, Berlin
- 1994 Montaje de un beso (Inszenierung eines Kusses) von Oliver Bukowski, Goethe-Institut Santiago de Chile
- 1995 / 2001 Tschikweiber, Theater bodi end sole, Hallein
- 1997 Die lauten Gesänge des Wörterwurms, Theater Thikwa
- 1997/99 Salinenstadt 1 + 2, Theaterwanderungen durch die Alte Saline Hallein und das Bergwerk am Dürrnberg, Theater bodi end sole, Hallein
- 2001 Kotchu Ichi Mannen Sai, gemeinsam mit Kim Manri, Coproduktion Theater Thikwa / Taihen Performance Group für das Osaka Theatre Festival
- 2004 Blut ist im Schuh, Theater Thikwa, Einladung zum ProTeatr Festival Moskau 2006
- 2006 Memorias de la lluvia, Communitytheaterprojekt in Puyuhuapi, Chile
- 2008 Anwesend. Aufgehoben[10], Theater Thikwa, Einladung ProTeatr Festival Moskau 2010, Festival Bemowskie Zaburzenia Teatralne, Warschau, 2009
- 2010 Sturzflug, Lachforschung mit Texten von Karl Valentin, Theater Thikwa
- 2012, Отдаленная близость (Entfernte Nähe), Co-Regie: Andrej Afonin,  Theaterstudio Kroog 2, Moskau, Einladung zum NoLimits Festival, Berlin 2013
- 2012 Verflucht das Herz, Theater Thikwa, Einladung Israel Festival, Holon, 2016[11]
- 2014 Subway to Heaven[12], Theater Thikwa, Einladung Festival NoLimits 2015, Festival Grenzgänger 2015, Festival Grenzenlos Kultur, Mainz 2015, Festival Mittenmang, Bremen 2017, No Name Festival, Moskau 2021 u. a.
- 2016 BioFiction, Co-Regie Andrej Afonin, Co-Produktion Theater Thikwa / Kroog 2 Theaterstudio Moskau, Einladung Meyerhold-Zentrum, Moskau, Bolshoi Drama Theater St. Petersburg u. a.
- 2019 Oz, Oz, Oz! (W)rap the wizard[13] Theater Thikwa, Einladung zum Festival Grenzenlos Kultur, Mainz 2019
- 2019 Die Butterblumen des Guten, Co-Regie: Martin Clausen, Co-Produktion Theater Thikwa / Zeitraumexit Mannheim, Einladung Festivals NoLimits Berlin 2019, Sommerblut, Köln 2021
- 2020 Vertigo[14], Theater Thikwa
- 2021/22 So why – Suchen nach Siegfried[15], Co-Produktion Theater Thikwa / Festival Berlin is not am Ring
- 2023 Don Quixote von Richard Strauss; Kooperation  Rundfunk-Sinfonieorchester Berlin und Theater Thikwa in der Reihe „Konzert für alle“

## Theaterstücke
- 1995 Tschikweiber, Co-Autorin: Christa Hassfurther
- 1998 Volles Chaos voraus, Jugendstück, Verlag Pegasus[16]
- 1998 Salinenstadt 1 – Im Pfannhaus schürfen die Knappen Tränen aus Sole
- 1999 Salinenstadt 2 – In der Tiefe des Berges wachsen Schwerter aus Salz

## Texte zur persönlichen Arbeitsweise
Eigen:sinnig in: Gemeinsam / Together, Hg. Susanne Hartwig 2021; Verlag Peter Lang
Interview in Theater.Rebellion Die Ausweitung der Kunstzone – Theater Thikwa, Theater Thikwa / Claudia Lohrenscheit (Hg)2018, Athena Verlag, ISBN 978-3-7455-1019-5

## Auszeichnungen
- 2004 Förderpreis der Stiftung Westöstliche Begegnungen für „Kulturelle Begegnungen und Partnerschaften“ für ein inklusives Theaterprojekt in Taschkent, Usbekistan an Seidenspur e.V.
- 2014 Goldene Maske als beste „innovative Produktion des Jahres“ für Отдаленная близость (Entfernte Nähe), Kroog 2, Moskau[18]
- 2018 Martin-Linzer-Theaterpreis für Theater Thikwa
- 2019 Theaterpreis des Bundes für Theater Thikwa